# Marshall, Wisconsin
Marshall är en ort (village) i Dane County i den amerikanska delstaten Wisconsin i USA. Enligt 2020 års folkräkning hade Marshall 3 787 invånare.